# Elena Anguissola

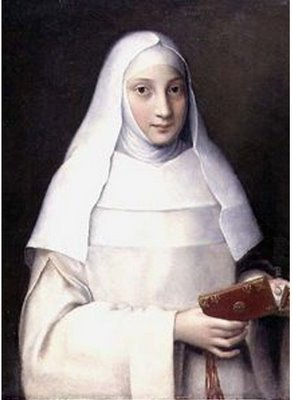
Sofonisba Anguissola: Porträt der Elena Anguissola, 1551

Elena Anguissola (auch Elena Angosciola, Elena Anguisciola oder Elena Angussola; * nach 1532 wahrscheinlich in Cremona; † nach 1584 möglicherweise in Mantua) war eine italienische Malerin und Nonne.

## Leben und Werk
Elena Anguissola war eine Tochter des vielleicht als Zeichnerdilettant tätigen Patriziers Amilcare Anguissola und seiner Ehefrau Bianca Ponzona, sowie die Schwester der ebenfalls als Malerinnen tätigen Anna Maria, Europa, Lucia, Minerva und Sofonisba Anguissola. Über ihr Leben ist nur wenig bekannt. Ab dem Jahr 1546 wurde sie wie ihre Schwester von Bernardino Campi und ab 1549 von Bernardino Gatti zur Malerin ausgebildet. Sie scheint danach nur wenig gemalt zu haben, da sie offenbar den größten Teil ihres Lebens als Ordensschwester verbrachte. Als Vasari die Familie im Jahr 1566 besuchte, hatte sie das Haus bereits verlassen und lebte wahrscheinlich schon im Kloster von San Vincenzo in Mantua, wo sie für das Jahr 1572 bezeugt ist. Beim Erscheinen des Werkes war sie dort noch am Leben.
Über ihr malerisches Werk ist derzeit nichts bekannt.